# ارنست گلاور
ارنست گلاور (انگلیسی: Ernest Glover؛ ۱۹ فوریه ۱۸۹۱ – ۱۳ آوریل ۱۹۵۴ (aged 63)) ورزشکار دو و میدانی اهل بریتانیا بود.
وی در مسابقات کشوری و بین‌المللی در مجموع برندهٔ ۴ مدال طلا، ۱ مدال نقره، ۱ مدال برنز شده‌است.